# Soniaczna
Soniaczna (ukr. Сонячна) – przystanek kolejowy w miejscowości Zatoka, w rejonie białogrodzkim, w obwodzie odeskim, na Ukrainie.